# Resultados do Carnaval do Rio de Janeiro em 1951
Nesta página estão listados os resultados dos concursos de escolas de samba, frevos carnavalescos, ranchos carnavalescos, sociedades carnavalescas e blocos de repartições públicas do carnaval do Rio de Janeiro do ano de 1951 Os desfiles foram realizados entre os dias 3 e 6 de fevereiro de 1951.
Foram realizados dois desfiles de escolas de samba. O desfile da União Geral das Escolas de Samba do Brasil (UGESB), que voltou a receber subvenção da Prefeitura, após anos de represália por parte do poder público, foi vencido pela Portela. A escola conquistou seu décimo título no carnaval carioca. O enredo "A Volta do Filho Pródigo", em referência ao retorno de Getúlio Vargas à presidência do Brasil, foi assinado por Lino Manuel dos Reis que, além de chefe do barracão, era também o presidente da agremiação. Três Mosqueteiros ficou com o vice-campeonato e a Estação Primeira de Mangueira foi a terceira colocada.
O desfile organizado pela Federação Brasileira de Escolas de Samba (FBES) foi vencido pelo Império Serrano. A escola atingiu a marca de quatro títulos conquistados nos seus quatro primeiros carnavais. O Império apresentou o enredo "Sessenta e Um Anos de República", em exaltação a Getúlio Vargas. Frederico Ferreira foi o artista-chefe do barracão da escola. Assim como no ano anterior, Aprendizes de Lucas ficou com o vice-campeonato.
Os Lenhadores ganharam a disputa dos frevos. Decididos de Quintino foi o campeão dos ranchos. Tenentes do Diabo conquistou o título do concurso das grandes sociedades. O Bloco Arsenal da Marinha venceu o desfile dos blocos de repartições públicas.

## Escolas de samba
No carnaval de 1951, foram realizados dois desfiles de escolas de samba. Após anos sendo boicotada pelo poder público, por causa de sua ligação com o Partido Comunista Brasileiro (PCB), a União Geral das Escolas de Samba do Brasil (UGESB) voltou a receber subvenção da Prefeitura, tendo seu desfile considerado como oficial. Portela, Mangueira e outras escolas voltaram a se filiar à UGESB, esvaziando a União Cívica de Escolas de Samba (UCES), que não realizou desfile. O outro desfile oficial, apoiado pela Prefeitura, foi organizado pela Federação Brasileira de Escolas de Samba (FBES).

### Federação Brasileira de Escolas de Samba
O desfile organizado pela FBES foi realizado entre as 23 horas do domingo, dia 4 de fevereiro de 1951, e 7 horas e 30 minutos do dia seguinte. As apresentações ocorreram na Avenida Presidente Vargas.
| Ordem dos desfiles |
| 1. Império do Grotão 2. Unidos dos Arcos 3. Unidos do Barão 4. Unidos do Arapá 5. Recreio da Mocidade 6. Azul e Branco do Salgueiro 7. Corações Unidos da Favela 8. Unidos da Piedade 9. Unidos do Itambí 10. União de Vaz Lobo 11. Unidos do Grajaú 12. Filhos do Deserto 13. Unidos de Santo Amaro 14. Unidos dos Telégrafos 15. Unidos de Campo Grande 16. Aprendizes de Lucas 17. Recreio de São Carlos 18. Unidos do Outeiro 19. Vitória de Bento Ribeiro 20. Unidos de Santo Antônio 21. Índios do Acaú 22. Império Serrano 23. Paz e Amor 24. Depois Eu Digo 25. Flor do Lins 26. Unidos de Cordovil 27. União do Cruzeiro 28. Mocidade de Um Paraíso 29. Independentes do Rio 30. Floresta do Andaraí 31. Irmãos Unidos do Catete 32. Paraíso do Grotão 33. Independentes do Leblon 34. Acadêmicos do Engenho da Rainha 35. Capricho do Centenário 36. Vai Se Quiser 37. Império da Tijuca 38. Unidos do Marangá 39. Unidos do Pecado 40. Estrela de Ouro 41. Trovadores do Maracanã 42. União dos Casados |

#### Classificação
O Império Serrano foi tetracampeão, atingindo a marca de quatro títulos conquistados nos seus quatro primeiros carnavais. A escola apresentou o enredo "Sessenta e Um Anos de República", exaltando Getúlio Vargas, eleito presidente do Brasil em 3 de outubro de 1950. Frederico Ferreira foi o artista-chefe do barracão da escola. Assim como no ano anterior, Aprendizes de Lucas ficou com o vice-campeonato. Diversas escolas foram desclassificadas por infringirem o regulamento.
| Legenda: Campeão * Sem informação disponível |

| Col.             | Escola                          | Enredo                                                                    | Carnavalesco(a)    | Pontos |
| ---------------- | ------------------------------- | ------------------------------------------------------------------------- | ------------------ | ------ |
| 1                | Império Serrano                 | Sessenta e Um Anos de República                                           | Frederico Ferreira | 311    |
| 2                | Aprendizes de Lucas             | Festa da Uva - Homenagem ao Rio Grande do Sul                             | *                  | 234    |
| 3                | Filhos do Deserto               | Reino do Mar                                                              | *                  | 214    |
| 4                | Azul e Branco do Salgueiro      | De Pé Pelo Brasil                                                         | Silvio Pinto       | 203    |
| 5                | Irmãos Unidos do Catete         | O Grito do Ipiranga                                                       | *                  | 200    |
| 6                | Império da Tijuca               | D. João VI                                                                | *                  | 196    |
| 7                | Índios do Acaú                  | Batalha do Tuiuti                                                         | *                  | 176    |
| 7                | Paz e Amor                      | Um Só Povo, Uma Só Bandeira                                               | *                  | 176    |
| 8                | Unidos do Grajaú                | Os Bandeirantes                                                           | *                  | 174    |
| 9                | Vai Se Quiser                   | *                                                                         | *                  | 163    |
| 10               | União de Vaz Lobo               | Homenagem aos Soldados do Fogo                                            | *                  | 160    |
| 11               | Depois Eu Digo                  | Vitória do Trabalhadores do Brasil                                        | *                  | 153    |
| 11               | Floresta do Andaraí             | Grito do Ipiranga                                                         | *                  | 153    |
| 12               | Corações Unidos da Favela       | Primavera na Favela                                                       | *                  | 151    |
| 13               | Unidos de Santo Amaro           | Três Imortais - Machado de Assis, Catulo da Paixão Cearense e Olavo Bilac | *                  | 142    |
| 14               | Independentes do Leblon         | Retirada da Laguna                                                        | *                  | 140    |
| 15               | Acadêmicos do Engenho da Rainha | O Sonho de Um Pescador                                                    | *                  | 136    |
| 16               | Unidos do Pecado                | José do Patrocínio                                                        | *                  | 130    |
| 17               | Independentes do Rio            | Brasil Cabloco                                                            |                    | 121    |
| 18               | Unidos do Outeiro               | Homens de Novembro - Proclamação da República                             | *                  | 118    |
| 19               | Estrela de Ouro                 | Benfeitores da Cidade em 1902                                             | *                  | 116    |
| 20               | Unidos de Cordovil              | Homenagem a Municipalidade                                                | *                  | 113    |
| 21               | Unidos do Itambí                | A Independência do Brasil                                                 | *                  | 111    |
| 22               | Capricho do Centenário          | Reinado das Margaridas                                                    | *                  | 107    |
| 23               | Unidos dos Arcos                | Homenagem à Música e à Literatura - Rui Barbosa e Carlos Gomes            | *                  | 106    |
| 24               | Paraíso do Grotão               | Jardim dos Namorados                                                      | *                  | 101    |
| 25               | Mocidade de Um Paraíso          | 24 de Maio - A Batalha do Tuiuti                                          | *                  | 100    |
| 26               | Vitória de Bento Ribeiro        | Soldado do Fogo                                                           | *                  | 93     |
| 27               | Unidos dos Telégrafos           | Homenagem à Marinha Brasileira                                            | *                  | 91     |
| 28               | Trovadores do Maracanã          | A Festa da Uva                                                            | *                  | 89     |
| 29               | União dos Casados               | Bahia, Berço da Águia de Haia - Rui Barbosa                               | *                  | 88     |
| 30               | Flor do Lins                    | *                                                                         | *                  | 73     |
| 30               | Unidos de Campo Grande          | A Corte do Samba                                                          | *                  | 73     |
| Desclassificadas |                                 |                                                                           |                    |        |
| -                | Império do Grotão               | Santos Dumont                                                             | *                  | -      |
| -                | Recreio da Mocidade             | Cabral Descobre o Brasil                                                  | *                  | -      |
| -                | Recreio de São Carlos           | O Futebol Carioca ou Homenagem ao Vasco da Gama                           | *                  | -      |
| -                | União do Cruzeiro               | O Pobre Pescador                                                          | *                  | -      |
| -                | Unidos da Piedade               | O Brasil Vanguardeiro na Proteção à Infância                              | *                  | -      |
| -                | Unidos de Santo Antônio         | Evolução do Samba                                                         | *                  | -      |
| -                | Unidos do Arapá                 | Invasão do Samba no Universo                                              | *                  | -      |
| -                | Unidos do Barão                 | Desceu do Morro para Fundar a ABL - Machado de Assis                      | *                  | -      |
| -                | Unidos do Marangá               | Relíquias do Império Brasileiro                                           | *                  | -      |

### União Geral das Escolas de Samba do Brasil
O desfile organizado pela UGESB foi realizado no domingo, dia 4 de fevereiro de 1951, na Praça Onze.

#### Classificação
Portela foi a campeã, conquistando seu décimo título no carnaval carioca. A escola apresentou o enredo "A Volta do Filho Pródigo", em referência ao retorno de Getúlio Vargas à presidência do Brasil. O enredo foi assinado por Lino Manuel dos Reis que, além de chefe do barracão, era também o presidente da agremiação. Lino, Euzébio e Nilton elaboraram alegorias sobre as principais conquistas do primeiro governo de Getúlio. Campeã nos dois anos anteriores, a Estação Primeira de Mangueira obteve a terceira colocação.
| Legenda: Campeã * Sem informação disponível |

| Col. | Escola                             | Enredo                                      | Carnavalesco(a)               |
| ---- | ---------------------------------- | ------------------------------------------- | ----------------------------- |
| 1    | Portela                            | A Volta do Filho Pródigo                    | Lino Manuel dos Reis          |
| 2    | Três Mosqueteiros                  | Feira na Bahia                              | *                             |
| 3    | Estação Primeira de Mangueira      | Unidade Nacional                            | Funcionários da Casa da Moeda |
| 4    | Unidos da Capela                   | *                                           | *                             |
| 5    | Aventureiros da Matriz             | *                                           | *                             |
| 5    | Unidos da Tamarineira              | *                                           | *                             |
| 6    | Unidos da Tijuca                   | Três de Outubro                             | *                             |
| 7    | Corações Unidos de Jacarepaguá     | *                                           | *                             |
| 8    | Prazer da Serrinha                 | *                                           | *                             |
| 9    | Recreio de Inhaúma                 | *                                           | *                             |
| 10   | Cartolinhas de Caxias              | *                                           | *                             |
| 10   | Unidos do Cabuçu                   | *                                           | *                             |
| 10   | Unidos do Morro Azul               | *                                           | *                             |
| 11   | Independentes de Turiaçu           | *                                           | *                             |
| 12   | Unidos do Coqueiro                 | *                                           | *                             |
| 13   | Em Cima da Hora do Catumbi         | *                                           | *                             |
| 14   | Caprichosos de Pilares             | Alavanca do Progresso                       | *                             |
| 15   | Embaixadores de São João de Meriti | *                                           | *                             |
| 16   | Não É O Que Dizem                  | Retirada da Laguna                          | *                             |
| 17   | Cada Ano Sai Melhor                | *                                           | *                             |
| 18   | Unidos do Jacaré                   | *                                           | *                             |
| 19   | Unidos do Indaiá                   | Homenagem à Força Expedicionária Brasileira | *                             |
| 20   | Guarani de Realengo                | *                                           | *                             |

## Blocos de repartições públicas
O Bloco Arsenal da Marinha venceu a disputa de repartições públicas.

## Frevos carnavalescos
O desfile dos frevos foi realizado no sábado, dia 3 de fevereiro de 1951, na Avenida Rio Branco.
| Ordem dos desfiles                                   |
| 1. Lenhadores 2. Misto Toureiros 3. Prato Misterioso |

### Classificação
Lenhadores foi o clube campeão.
| Col. | Frevo            | Pontos |
| ---- | ---------------- | ------ |
| 1    | Lenhadores       | 132    |
| 2    | Misto Toureiros  | 110    |
| 3    | Prato Misterioso | 51     |

## Ranchos carnavalescos
O desfile dos ranchos foi realizado a partir das 20 horas da segunda-feira, dia 5 de fevereiro de 1951, na Avenida Rio Branco.
| Ordem dos desfiles |
| 1. Decididos de Quintino 2. União dos Caçadores 3. Inocentes de Catumbi 4. Aliança de Quintino 5. Tomara que Chova 6. Unidos do Morro do Pinto 7. Aliados de Quintino 8. Azulões da Torre 9. Índios do Leme |

### Julgadores
A comissão julgadora foi formada por Jayme Corrêa, Manuel Faria, Franklin Fonseca, Alfredo Barbosa e Haroldo Lobo.

### Classificação
Decididos de Quintino foi campeão com três pontos de vantagem sobre a União dos Caçadores. Aliados de Quintino e Tomara que Chova foram desclassificadas porque se apresentaram fora do horário estabelecido.
| Col. | Rancho                   | Enredo                                                 | Pontos |
| ---- | ------------------------ | ------------------------------------------------------ | ------ |
| 1    | Decididos de Quintino    | Meu Brasil                                             | 278    |
| 2    | União dos Caçadores      | Os Governadores Gerais do Brasil na Época de 1549-1608 | 275    |
| 3    | Inocentes de Catumbi     | Tudo É Brasil                                          | 190    |
| 4    | Unidos do Morro do Pinto | Baile na Ilha Fiscal                                   | 188    |
| 5    | Aliança de Quintino      | Festa no Firmamento                                    | 160    |
| 6    | Índios do Leme           | Igbopiara                                              | 122    |
| 7    | Azulões da Torre         | Rio Grande do Sul                                      | 68     |

## Sociedades carnavalescas
O desfile das grandes sociedades foi realizado a partir da noite da terça-feira de carnaval, dia 6 de fevereiro de 1951, na Avenida Rio Branco.
| Ordem dos desfiles                                                                        |
| 1. Tenentes do Diabo 2. Embaixada do Silêncio 3. Clube dos Cariocas 4. Pierrôs da Caverna |

### Classificação
Tenentes do Diabo venceu a disputa. Embaixada do Sossego e Turunas de Monte Alegre foram desclassificadas porque se apresentaram fora do horário estabelecido.
| Col. | Sociedade             | Pontos |
| ---- | --------------------- | ------ |
| 1    | Tenentes do Diabo     | 650    |
| 2    | Pierrôs da Caverna    | 562    |
| 3    | Clube dos Cariocas    | 463    |
| 4    | Embaixada do Silêncio | 459    |